# Pachygrapsus transversus
Pachygrapsus transversus  — небольшой краб из рода Pachygrapsus.

## Описание
Карапакс шириной около 25 мм. Цвет карапакса — от тёмно-зелёного до чёрного. Поверхность покрыта наклонными линиями на мелких бугорках или неровностях. Когти коричневато-розовые с гладкой верхней поверхностью. В отличие от многих крабов, половой диморфизм отсутствует. Общая длина тела самцов больше, чем самок.

## Ареал
Имеет широкий географический диапазон. Распространён в Восточной Пацифике и Западной Атлантике. Встречается в областях от Северной Каролины, южной Португалии до Намибии, Мадейры, Уругвая, Канарских островов. Также водятся в Алборанском море, Эгейском море, Левантийском бассейне, Калифорнии, Перу, Анголе, в том числе, на Галапагосских островах. Случайная находка зарегистрирована в Дании.

## Среда обитания
Обитает в мангровых зарослях.